# Галијера Венета
Галијера Венета (итал. Galliera Veneta) је насеље у Италији у округу Падова, региону Венето.
Према процени из 2011. у насељу је живело 6729 становника. Насеље се налази на надморској висини од 53 м.

## Становништво
| 1951. | 1961. | 1971. | 1981. | 1991. | 2001. | 2011. |
| ----- | ----- | ----- | ----- | ----- | ----- | ----- |
| 5.212 | 5.236 | 5.779 | 6.261 | 6.326 | 6.614 | 7.042 |